# Koto Bolofo
Koto Bolofo (* 1959) ist ein lesothischer Regisseur, Kunst- und Modefotograf.
Er wuchs in Großbritannien auf und arbeitete für verschiedene Modezeitschriften (darunter Vogue) und Modelabels (darunter Levi’s).
Bolofo lebt im französischen Département Vendée.

## Filme
- African Violet (1998)
- The Land Is White, the Seed Is Black (1998)

## Bücher
Jeweils Steidl-Verlag, Göttingen
- Große Komplikation / Grande Complication (2010, ISBN 978-3-86930-055-9)
- I Spy with My Little Eye, Something beginning with S (2010, ISBN 978-3-86930-035-1)
- La Maison (2010, ISBN 978-3-86521-912-1)
- Vroom! Vroom! (2010, ISBN 978-3-86521-961-9)

## Belege
- Große Komplikation / Grande Complication (Steidl, Göttingen 2010, ISBN 978-3-86930-055-9)

| Personendaten    | Personendaten                                     |
| ---------------- | ------------------------------------------------- |
| NAME             | Bolofo, Koto                                      |
| KURZBESCHREIBUNG | lesothischer Regisseur, Kunst- und Modephotograph |
| GEBURTSDATUM     | 1959                                              |